# Europejskie szlaki wędrówkowe
Europejskie szlaki wędrówkowe – sieć 12 pieszych znakowanych szlaków turystycznych, prowadzących przez większość krajów Europy (głównie należących do Unii Europejskiej).
Powstanie długodystansowych pieszych szlaków zainicjowało Europejskie Stowarzyszenie Turystyki Wędrownej (niem. Europäische Wandervereinigung, ang. European Ramblers’ Association). Jednym ze statutowych celów tej organizacji, zrzeszającej narodowe stowarzyszenia i organizacje turystyczne, jest zbliżanie narodów europejskich poprzez tworzenie i utrzymywanie sieci międzynarodowych szlaków turystycznych na kontynencie.
Od założenia organizacji w 1969 r. wyznaczono 12 szlaków, oznaczonych symbolami od E1 do E12. Ich łączna długość wynosi ok. 65 000 km, przy czym znakowanie nie jest jeszcze zakończone. Przez Polskę przebiegają szlaki: E3, E8, E9 i E11.

## Lista szlaków
Nie wszystkie szlaki są ciągłymi liniami na mapie. Niektóre z nich przebiegają przez europejskie wyspy (np. Wyspy Brytyjskie, Kretę, Sycylię), bądź przekraczają morza. Ponadto szlaki: E2, E4 i E6 mają alternatywne trasy, każdy po jednej.

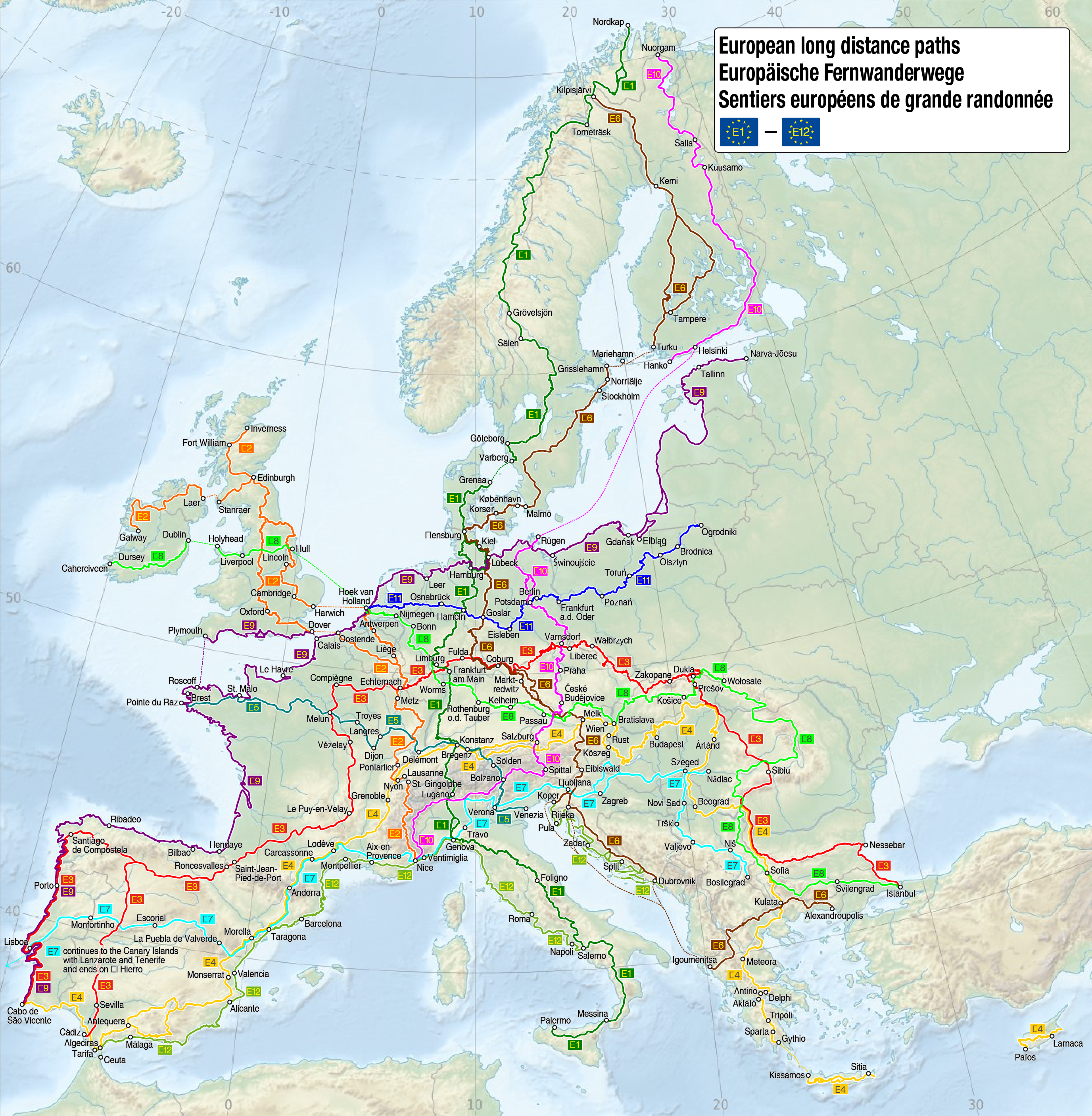
Europejskie szlaki wędrówkowe.

| Symbol | Długość [km] | Przybliżona trasa (według planów) | Odcinek wyznakowany                                                             |
| E1     | 7000         | Norwegia (Przylądek Północny) – Szwecja – Dania – Niemcy – Szwajcaria – Włochy (Sycylia) | z Grövelsjön (Szwecja) do Castelluccio (Włochy)                                 |
| E2     | 4850         | Wielka Brytania – Holandia – Belgia – Luksemburg – Francja (Nicea, wybrzeże Morza Śródziemnego) | z Hoek van Holland (Holandia) do Nicei (Francja)                                |
| E3     | 6950         | Turcja (Stambuł) – Bułgaria – Rumunia – Węgry – Słowacja – Polska (Tatry) – Słowacja – Czechy – Polska (Sudety) – Czechy – Niemcy – Luksemburg – Belgia – Francja – Hiszpania (Santiago de Compostela) | z Oradea (Rumunia) do Santiago de Compostela (Hiszpania)                        |
| E4     | 9100-11200   | Gibraltar – Hiszpania – Francja – Szwajcaria – Niemcy – Austria – Węgry – Rumunia – Bułgaria – Grecja – Cypr (Larnaka)                                                                                 | z Malagi (Hiszpania) na Kretę (brak odcinka rumuńskiego)                        |
| E5     | 3200         | Francja (Pointe du Raz) – Szwajcaria – Niemcy – Austria – Włochy (Werona) | całość                                                                          |
| E6     | 6300         | Finlandia (Kilpisjärvi) – Szwecja – Dania – Niemcy – Czechy – Austria – Słowenia – Grecja (Alexandroupolis)                                                                                            | z Norrtälje (Szwecja) do Kopru (Słowenia)                                       |
| E7     | 6000         | Portugalia (Lizbona) – Hiszpania – Andora – Francja – Włochy – Słowenia – Węgry – Rumunia – Mołdawia – Ukraina                                                                                         | z Monfortinho (Portugalia) do Nagylak (Węgry)                                   |
| E8     | 4700         | Irlandia (Dursey Island) – Anglia – Holandia – Niemcy – Austria – Słowacja – Polska – Ukraina – Bułgaria                                                                                               | z Dursey Island w Beskidy (Polska)                                              |
| E9     | 5000         | Portugalia (Przylądek Świętego Wincentego) – Hiszpania – Francja – Anglia – Belgia – Holandia – Niemcy – Polska – Estonia                                                                              | z Hendaye (Francja) do Braniewa (Polska)                                        |
| E10    | 2880         | Finlandia (Nuorgam) – Czechy – Austria – Włochy – Francja – Hiszpania (Adra) | z Rugii (Niemcy) do Ulldecony (Hiszpania) (brak odcinków we Francji i Włoszech) |
| E11    | 3506         | Holandia (Haga) – Niemcy – Polska (Augustów) | brak kilku odcinków w środkowej Polsce                                          |
| E12    | 1800         | Hiszpania (Ceuta) – Francja – Włochy – Słowenia (Koper) |                                                                                 |